# 크로노스 그룹
크로노스 그룹(Khronos Group)은 미국 오리건주 비버턴에 본사를 둔 비영리 산업체 컨소시엄이다. 로열티가 없는 개방형 표준 개발을 하고 있다. 다양한 플랫폼과 장치에서 동적인 미디어의 가속화된 재생 및 저작물과 관련된 표준을 개발한다. 모든 크로노스 멤버들은 크로노스 API 규격의 개발에 기여할 수 있으며 공개에 앞서 다양한 단계에서 투표할 권한이 있고, 규격 초안과 적합성 테스트에 미리 접근할 수 있다.
2006년 7월 31일에 SIGGRAPH에서 OpenGL 표준의 관리를 크로노스 그룹에 이관한다고 발표하였다.

## 역사
크로노스그룹은 2000년 ATI 테크놀로지스, Discreet, Evans & Sutherland, 인텔, 엔비디아, 실리콘 그래픽스 (SGI), 썬 마이크로시스템즈의 주도로 설립되었으며, 현재 약 120개 기관이 참여하고 있다. 현재 회장은 닐 트레빗이다.

## 작업반
- OpenGL
- OpenCL
- COLLADA
- OpenGL SC
- OpenKODE
- OpenGL ES
- OpenVG
- OpenMAX
- OpenSL ES
- EGL
- OpenWF
- OpenML
- WebGL
- WebCL
- StreamInput
- OpenVX
- NNEF
- OpenXR
- SPIR

## 크로노스 그룹 회원
크로노스 그룹의 회원은 다음과 같이 분류 된다.
- 프로모터(Promoter) 회원 - 전체 작업반 활동에 참여하고 투표할 권리를 가지며, 이사회의 역할을 한다.
- 컨트리뷰터(Contributor) 회원 - 전체 작업반 활동에 참여하고 투표할 권리를 가진다.
- 어소시에이트(Associate) 회원 - 전체 작업반 활동에 참여할 수 있으나 투표할 권리는 없다. 종업원 100인 이하 기업만 참여할 수 있다.
- 아카데믹(Academic) 회원 - 비영리 교육기관 회원으로, 전체 작업반 활동에 참여할 수 있으나 투표할 권리는 없다.
- 개인(Individual) 회원 - 개인 회원, 작업반 활동에 참여할 수 있으나 투표할 권리는 없다.

=== 프로모터 회원
- AMD/ATI
- 애플
- ARM 홀딩스
- 에픽 게임즈
- 구글
- 화웨이
- 이미지네이션 테크놀로지
- 인텔
- 엔비디아
- 퀄컴
- 삼성전자
- 소니
- 밸브
- 베리실리콘